# Otthonoktatás

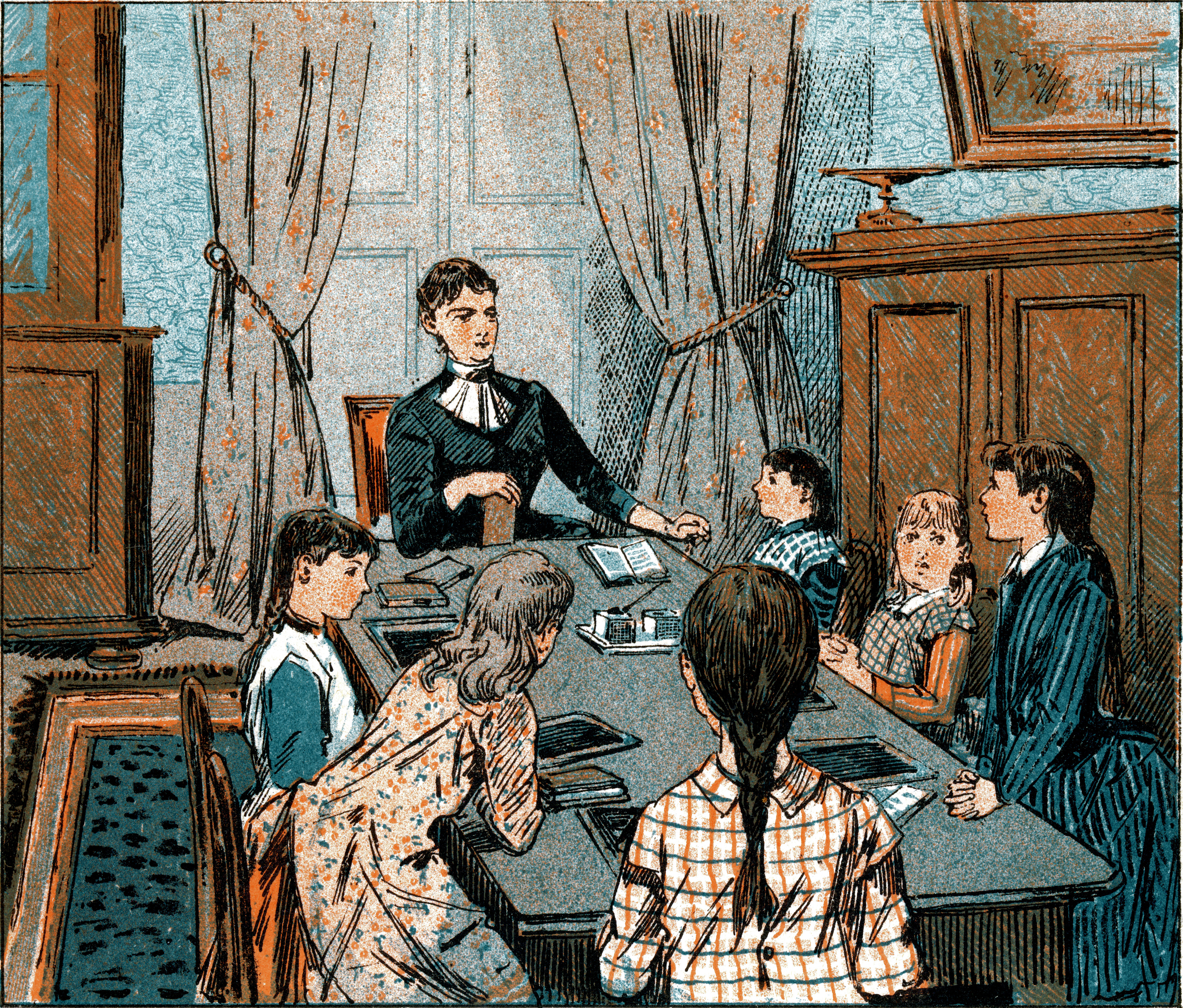

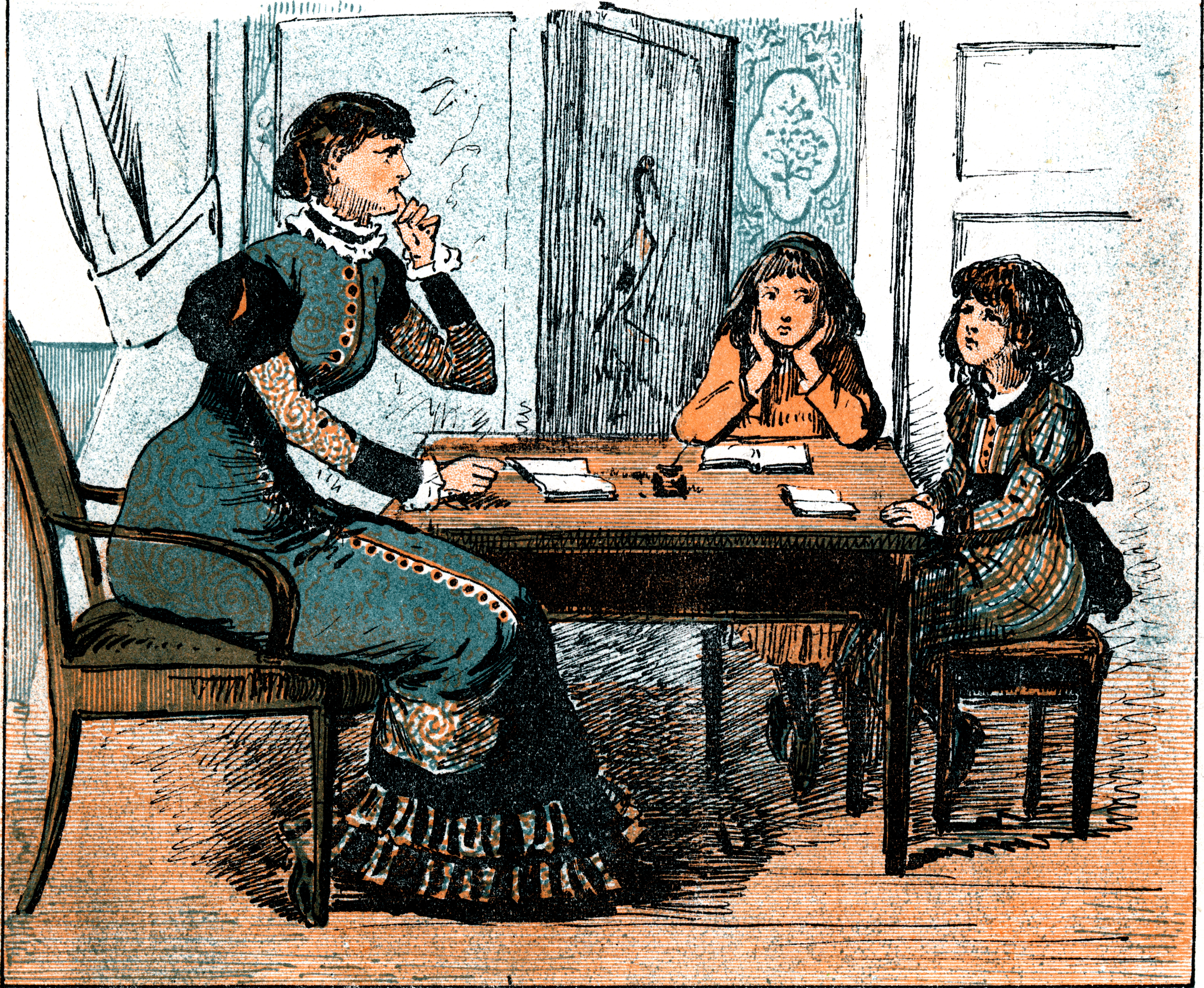

Az otthonoktatás (homeschooling) az oktatás olyan formája, ahol a gyermek nem jár óvodába, iskolába, azaz intézménybe, hanem otthon a szülei (vagy szülei által kiválasztott magántanárok) tanítják. Előfordulhat, hogy a gyermek lazán kapcsolódik az iskolához, például eljár délutáni szakkörökbe, motivált kiscsoportos foglalkozásokra.
Az otthonoktatás oka és kivitelezése, azaz módszertana nagyon eltérő lehet: lehet iskolához hasonlóan, bizonyos órarendet vagy hetirendet tartani, de  létezik un. "unschooling" irányzat is, ahol teljes szabadságot adnak a gyermeki érdeklődésnek.
Magyarországon az otthonoktatás magántanulói státusz keretében lehetséges: a diákot regisztrálják egy iskolába, ahol az igazgató a szülők kérelmére teljesen felmenti az óralátogatás alól. A magántanuló egy évben kétszer köteles vizsgázni. A felkészítés a szülők feladata, felelőssége.
Magyarországon a 2007/2008-as tanévben mintegy 5600 magántanulót tartottak nyilván. Ebbe beletartoznak a fogyatékkal élők, külföldön élők és rendkívüli körülmények miatt kérelmezők is. A saját döntés alapján magántanulók száma 2030 volt. De nehéz megbecsülni, mennyi ebből azok száma, akik az otthonoktatás szemlélete miatti elkötelezettségből választották ezt az utat.
Magyarországon még nincs egyesülete vagy szövetsége az otthonoktatóknak.
Ugyanakkor a homeschooling, mint kifejezés napjainkban egyre inkább az otthontanulást is jelzi, ami - bár látszólag az amerikai névben azonosnak tűnik, mégis mást jelent, mint az otthonoktatás.